# メークローン川
メークローン川 (แม่น้ำแม่กลอง) とは、タイ西部の河川。メークロン川、メクロン川と表記されることがある。

## 概要
源流はカーンチャナブリー県北部のクアンシーナカリン国立公園にありカーンチャナブリー県、ラーチャブリー県、サムットソンクラーム県を経て、タイランド湾に注ぐ。
カーンチャナブリーの市街でクウェー川と合流するが、大東亜戦争中に日本軍によって泰緬鉄道が敷設された際、カンチャナブリーでメークロン川を渡河する鉄橋（当時の名称はメクロン河永久橋）が建設され、その経緯を描いた1957年の映画「戦場にかける橋」（原題：The Bridge on The River KWAI）がヒットしたことにより、橋が架かっている川こそがクウェー川であるとの誤った認識が広まった。このため1960年頃、架橋地点を含む、クウェー川との合流地点から上流部分を「クウェー・ヤイ」（大クウェー川の意味）と改称し、合流するクウェー川を「クウェー・ノイ」（小クウェー川の意味）とした。合流地点から下流はそのままメークローン川と呼ばれている。
比較的開発の進んだ河川であり、クアンシーナカリン国立公園内には、シーナカリンダムがあり、カーンチャナブリー県タームワン郡にワチラーロンコーンダムがある。下流では周辺地域への運河が多く建設されており、水上マーケットとして有名なダムヌーンサドゥワック水上市場も、メークローン川の水系にある。
河口部は砂州と干潟が発達し、二枚貝のSolen regularisが多く生息しており、東側にマングローブも見られる。2001年にラムサール条約登録地となった。
2006年に新種の淡水に生息するエイが発見され「メークロンエイ」（Himantura kittipong）と名付けられた。

## 支流
- クウェー川